# 克拉夫特冰川
克拉夫特冰川（英語：Craft Glacier），是南極洲的冰川，位於埃爾斯沃思地的瑟斯頓島，全長9公里，最終在皮考克峽灣注入阿博特冰架，在1946年12月根據美國海軍拍攝的空中照片繪入地圖，現時由南極條約體系管理。